# Philip Don Estridge
Philip Donald Estridge (* 23. Juni 1937 in Jacksonville, Florida; † 2. August 1985 in Dallas, Texas) bekannt als Don Estridge war ein amerikanischer Computeringenieur. 

## Biografie
Don Estridge war Leiter einer Entwicklungsabteilung bei IBM in Boca Raton, Florida, welche den am 12. August 1981 auf den Markt gebrachten „IBM Personal Computer 5150“ (IBM-PC) entwickelte. Seine Entscheidungen beeinflussten die Entwicklung der Computerindustrie dramatisch und sorgten für einen enormen Anstieg der Zahl verkaufter Computer. Dabei setzte er entgegen der herkömmlichen Strategie von IBM auf Bauteile von Zulieferern wie zum Beispiel Prozessoren von Intel. Am 1. August wurde die Entwicklungsabteilung zur Entry Systems Division umgeformt, wo Estridge bis zum März 1985 tätig blieb.
Don Estridge und seine Frau starben am 2. August 1985 beim Absturz von Delta-Air-Lines-Flug 191 am Flughafen Dallas/Fort Worth.